# Baseball-Weltmeisterschaft der Frauen
Die Baseball-Weltmeisterschaft der Frauen ist ein internationales Baseballturnier, das vom internationalen Baseballverband (IBAF) ausgetragen wird. Es findet alle zwei Jahre in Jahren mit geraden Jahreszahlen statt.
Die erste Baseball-Weltmeisterschaft der Frauen fand im August 2004 in Edmonton (Kanada) statt, die aktuell letzte 2018 in Viera (USA). 
Rekordmeister ist die Mannschaft aus Japan mit sechs gewonnenen Titeln.

## Geschichte
Vor der Weltmeisterschaft gab es nur ein internationales Turnier für Frauen, die Woman’s Baseball World Series. Diese fand 2001 nach dem erfolgreichen Spiel zwischen den USA und Japan in Tokio im Jahre 2000 zum ersten Mal statt und wurde jährlich ausgetragen. Nach und nach schlossen sich Kanada, Australien, Korea, Indien, Südkorea und Chinesisch-Taipeh dem Turnier an. 2002 entschloss sich die IBAF, ab 2004 eine Weltmeisterschaft für Frauen durchzuführen. Nach 2004 wurde die World Series zu einer rein amerikanischen Angelegenheit. Die Mannschaften, welche sich den World Series angeschlossen hatten, traten zur Weltmeisterschaft über. Die Anzahl der teilnehmenden Nationen schwankt zwischen fünf (2004) und zwölf (2016).

## Teilnehmende
Insgesamt meldeten sich 14 Teams für die verschiedenen Austragungen an, 13 davon traten dann auch wirklich an. Die Mannschaften aus Australien, Kanada, Japan, Chinesisch-Taipeh und der Vereinigten Staaten nahmen an allen sieben bisherigen Austragungen teil.
Stand: nach der Weltmeisterschaft 2016
Erläuterungen:
- Die Mannschaften aus Bulgarien und Indien waren für die Baseball-Weltmeisterschaft der Frauen 2004 gemeldet, zogen sich aber vor Beginn des Turniers zurück.
- Die Mannschaft aus Hongkong zog sich bei der Baseball-Weltmeisterschaft der Frauen 2010 nach einem Zwischenfall, bei dem eine Spielerin verletzt wurde, nach dem zweiten Spiel zurück.

## Medaillengewinner
Bisher konnten sechs Mannschaften eine Medaille gewinnen, zwei davon Gold.
| Nr. | Jahr | Austragungsland   | Teilnehmer | Gold               | Silber             | Bronze             |
| --- | ---- | ----------------- | ---------- | ------------------ | ------------------ | ------------------ |
| 1   | 2004 | Kanada            | 05         | Vereinigte Staaten | Japan              | Kanada             |
| 2   | 2006 | Chinesisch Taipeh | 07         | Vereinigte Staaten | Japan              | Kanada             |
| 3   | 2008 | Japan             | 08         | Japan              | Kanada             | Vereinigte Staaten |
| 4   | 2010 | Venezuela         | 11         | Japan              | Australien         | Vereinigte Staaten |
| 5   | 2012 | Kanada            | 08         | Japan              | Vereinigte Staaten | Kanada             |
| 6   | 2014 | Japan             | 11         | Japan              | Vereinigte Staaten | Australien         |
| 7   | 2016 | Südkorea          | 12         | Japan              | Kanada             | Venezuela          |
| 8   | 2018 | USA               | 12         | Japan              | Chinesisch Taipeh  | Kanada             |
| 9   | 2024 | Kanada            | 12         |                    |                    |                    |

### Medaillenspiegel
| Rang | Mannschaft         | Gold | Silber | Bronze | Total |
| ---- | ------------------ | ---- | ------ | ------ | ----- |
| 1    | Japan              | 6    | 2      | 0      | 8     |
| 2    | Vereinigte Staaten | 2    | 2      | 2      | 6     |
| 3    | Kanada             | 0    | 2      | 4      | 6     |
| 4    | Australien         | 0    | 1      | 1      | 2     |
| 5    | Chinesisch Taipeh  | 0    | 1      | 0      | 1     |
| 6    | Venezuela          | 0    | 0      | 1      | 1     |